# 兰氏拟隆胎鳚
蘭氏擬隆胎鳚（學名：Emblemariopsis randalli），為輻鰭魚綱鳚形目煙管鳚科擬隆胎鳚屬的一種，種名是為了紀念魚類學家約翰·歐內斯特·蘭德爾，他收集了該魚的模式標本，分布於中西大西洋委內瑞拉海域，深度3至9公尺，本魚體細長而側扁，頭短而鈍，無刺，吻部稍尖，不凹陷，上部輪廓直，鼻骨後部有脊，頸背輪廓略凸，眼上方無短觸鬚，頜骨外側有一排小而尖的牙齒，無側線、無鱗片，背鰭硬棘20-21枚、背鰭軟條10-13枚、臀鰭硬棘2枚、臀鰭軟條22-24枚，尾鰭呈圓形，雌魚透明的黃色和粉紅色，帶有黑色細斑點，眼睛淺色，有斜深色橫帶，肛門周圍有明顯的黑色斑點，並可能沿腹部向前延伸，臉頰上有白色斜線，背鰭有三種顏色，下半部白色，帶有波浪形的黑線，外側橙色，其餘鰭透明或粉紅色；雄魚頭部、身體前部及胸羽深灰褐色至黑色，肛門有黑色環，背鰭前部底部為黑色，上部為紅色，兩種顏色之間有一條白色條紋，紅色邊緣有一條細白邊，其餘背鰭和臀鰭深灰褐色，體長可達3.2公分，棲息在珊瑚礁及岩礁區，通常躲在珊瑚內，以浮游動物為食，雌魚產附著性卵，由雄魚守護魚卵，生活習性不明。